# Prva A liga Srbije u vaterpolu
Prva A liga Srbije u vaterpolu (Прва А лига Србије у ватерполу) najviša je vaterpolska liga u Srbiji. Broji 9 klubova. Nastala je 2006. raspadom Srbije i Crne Gore i rasformiranjem zajedničke lige.

## Klubovi (2012./13.)
- Banjica (Beograd)
- Beograd (Beograd)
- Crvena zvezda (Beograd)
- Dunav (Novi Sad)
- Partizan (Beograd)
- Radnički (Kragujevac)
- Singidunum (Beograd)
- Vojvodina (Novi Sad)
- ŽAK (Kikinda)

## Sezone
- 2006./07.: Partizan
- 2007./08.: Partizan
- 2008./09.: Partizan
- 2009./10.: Partizan
- 2010./11.: Partizan
- 2011./12.: Partizan
- 2012./13.: Crvena zvezda
- 2013./14.: Crvena zvezda
- 2014./15.: Partizan
- 2015./16.: Partizan
- 2016./17.: Partizan
- 2017./18.: Partizan

### Uspješnost klubova
- Partizan - 10 puta prvak
- Crvena zvezda - 2 puta prvak, 4 puta doprvak
- Vojvodina - 4 puta doprvak
- Radnički - 3 puta doprvak